# Kalahári tüskebujkáló
A kalahári tüskebujkáló (Cercotrichas paena) a madarak osztályának a verébalakúak (Passeriformes) rendjéhez és a légykapófélék (Muscicapidae) családjához tartozó faj.

## Rendszerezése
A fajt Andrew Smith skót ornitológus írta le 1836-ban, az Erythropygia nembe Erythropygia paena néven. Egyes szervezetek jelenleg is ide sorolják.

## Alfajai
- Cercotrichas paena benguellensis Hartert, 1907
- Cercotrichas paena damarensis Hartert, 1907
- Cercotrichas paena oriens Clancey, 1957
- Cercotrichas paena paena A. Smith, 1836

## Előfordulása
Afrika déli részén, Angola, Botswana, a Dél-afrikai Köztársaság, Namíbia és Zimbabwe területén honos.
Természetes élőhelyei szubtrópusi és trópusi szavannák és cserjések, valamint vidéki kertek. Állandó, nem vonuló faj.

## Megjelenése
Testhossza 16 centiméter, testtömege 17–23 gramm,

## Életmódja
Főleg rovarokkal táplálkozik.

## Természetvédelmi helyzete
Az elterjedési területe nagy, egyedszáma pedig stabil. A Természetvédelmi Világszövetség Vörös listáján nem fenyegetett fajként szerepel.

## Külső hivatkozások
- Képek az interneten a fajról
- Xeno-canto.org - a faj hangja és elterjedési területe